# Zanthoxylum americanum
Zanthoxylum americanum là một loài thực vật có hoa trong họ Cửu lý hương. Loài này được Mill. miêu tả khoa học đầu tiên năm 1768.

## Hình ảnh

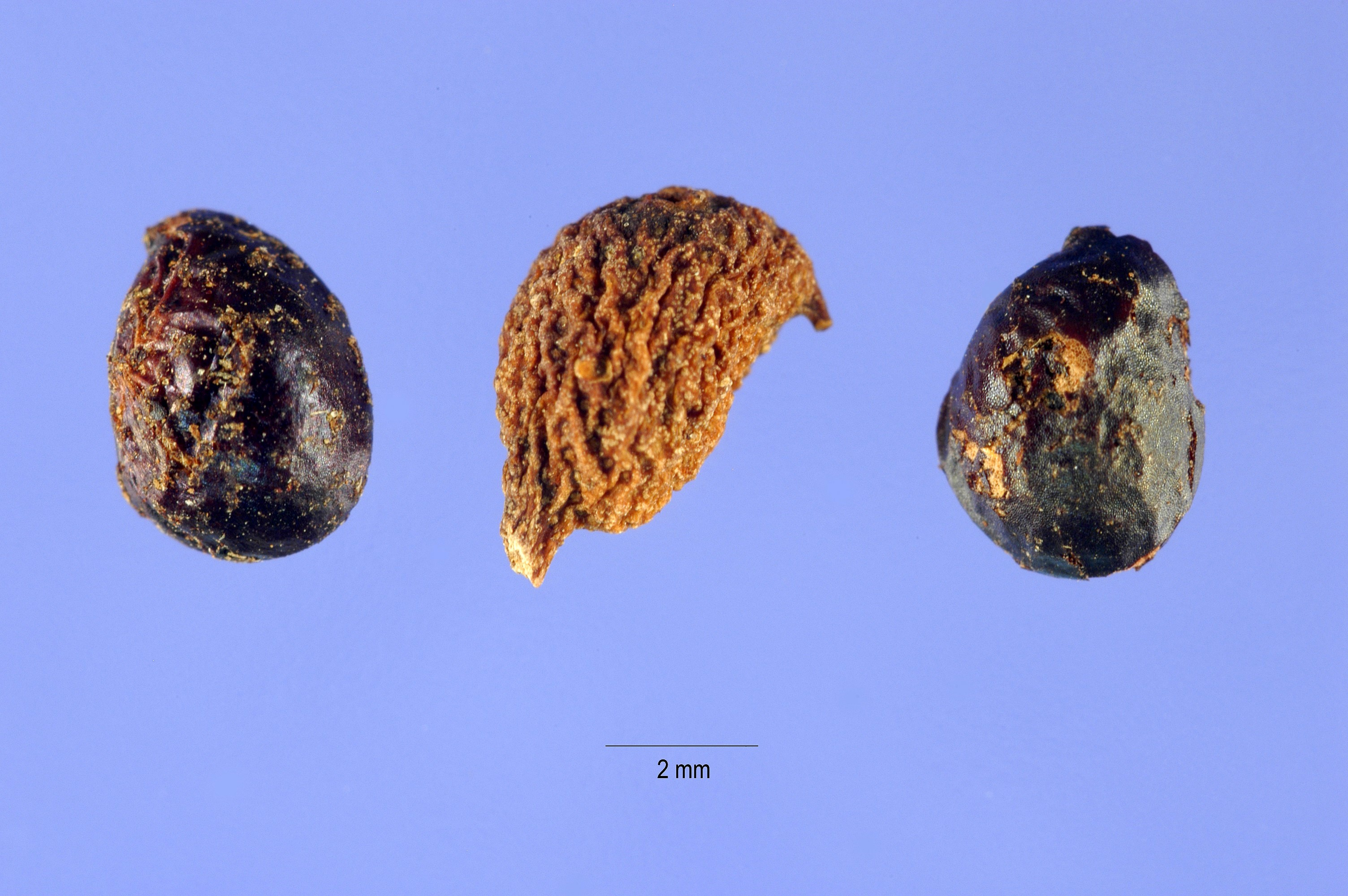
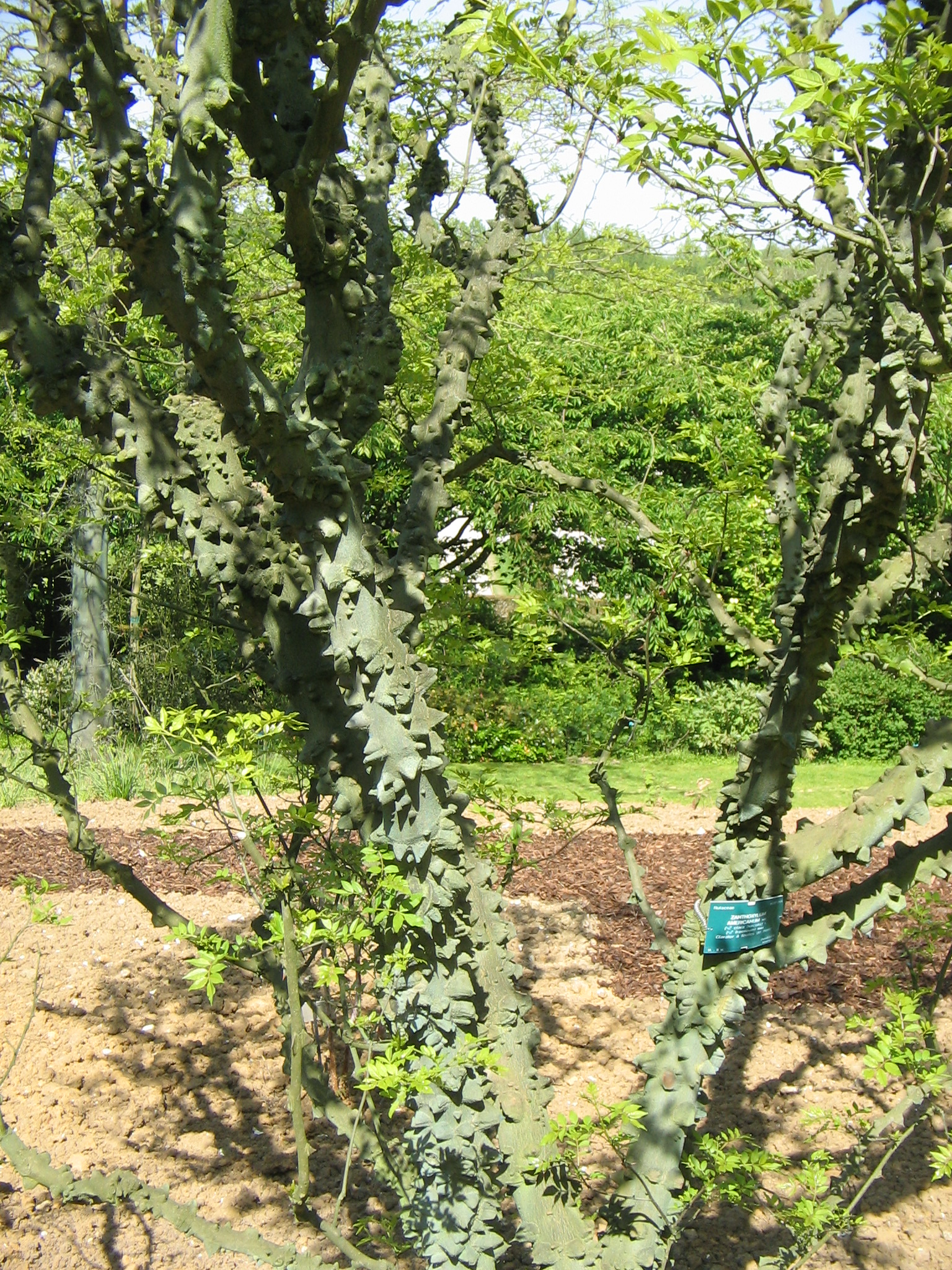
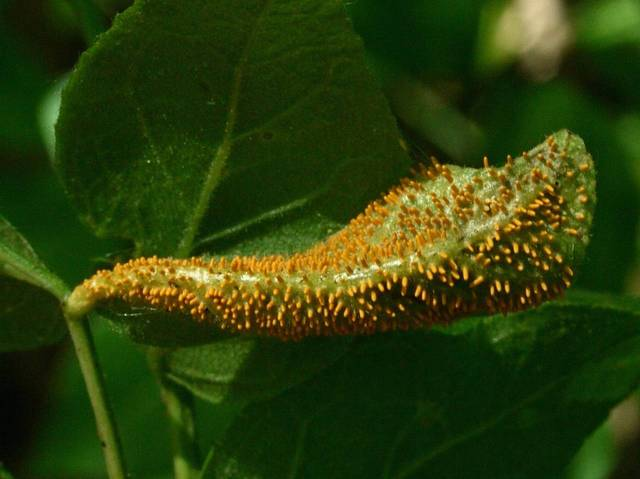
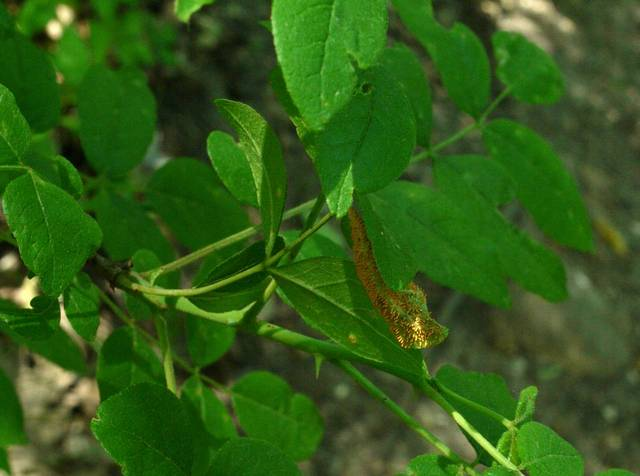